# تاریخ قبرس
سکونت انسان در قبرس به دوران پارینه‌سنگی بازمی‌گردد. موقعیت جغرافیایی قبرس باعث شده است که این جزیره در طول هزاره‌ها تحت تأثیر تمدن‌های مختلف شرق مدیترانه قرار گیرد.

## قبرس پیش از تاریخ
قبل از ورود انسان به قبرس، تنها چهار گونه پستاندار خشکی‌زی در این جزیره وجود داشت، از جمله اسب آبی کوتوله قبرسی و فیل کوتوله قبرس، که در نتیجه کوتولگی جزیره‌ای بسیار کوچک‌تر از اجدادشان در سرزمین اصلی بودند و دو گونه دیگر مشک‌گربه پلسیستوئیدس (Genetta plesictoides) و موش قبرسی که هنوز زنده است بودند. اولین انسان‌هایی که در قبرس ساکن شدند، شکارچی-گردآورنده بودند که حدود ۱۳–۱۲۰۰۰ سال پیش (۱۱–۱۰۰۰۰ قبل از میلاد) به این جزیره آمدند. آخرین سوابق پستانداران بومی به غیر از موش به مدت کوتاهی پس از سکونت انسان برمی‌گردد. شکارچیان-گردآورندگان بعدها گراز وحشی را در حدود ۱۲۰۰۰ سال پیش به این جزیره معرفی کردند، احتمالاً به عنوان منبع غذایی. اولین حضور سکونتگاه‌های کشاورزی دوران نوسنگی به حدود ۸۵۰۰ سال قبل از میلاد می‌رسد.

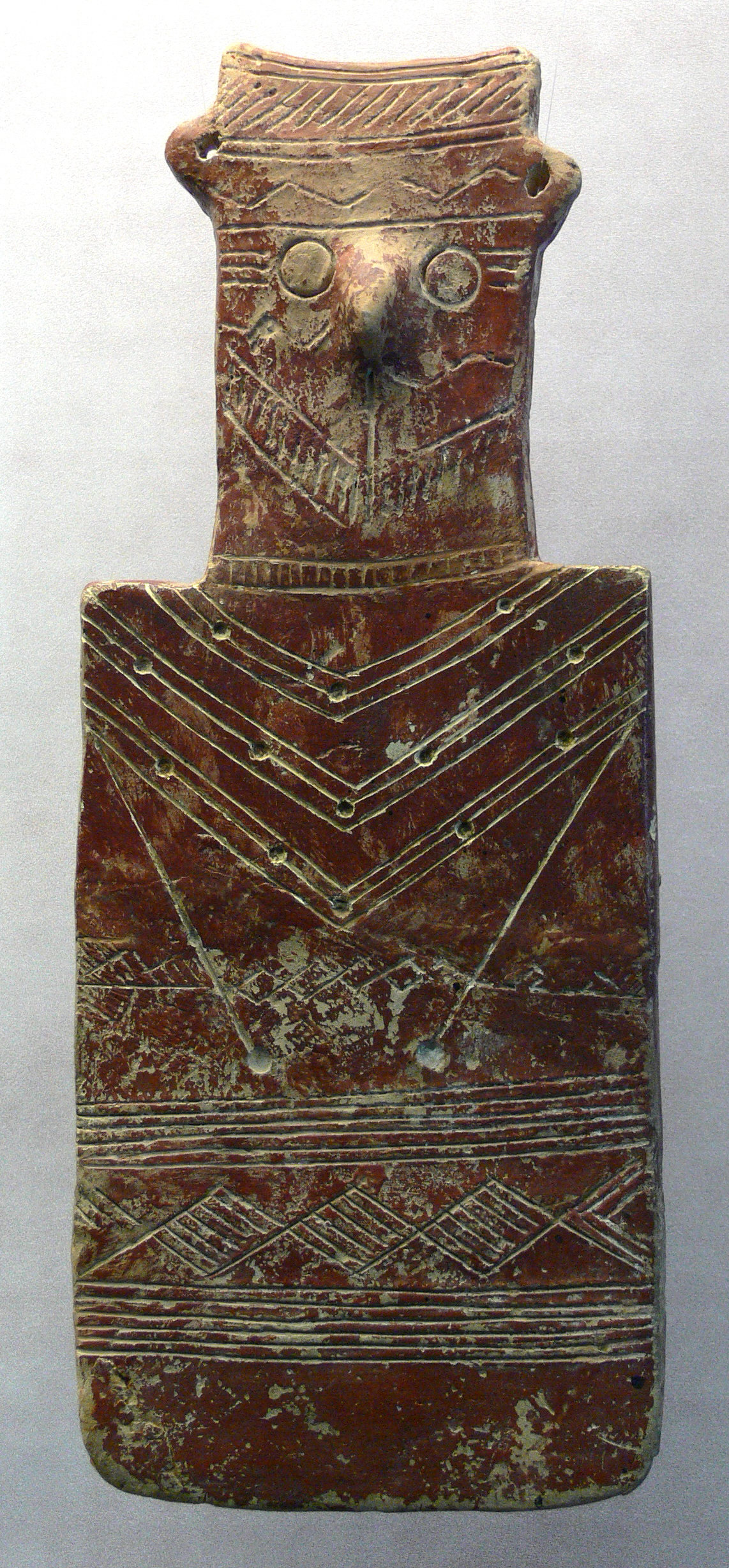
تصویری از یک پیکرک آیینی قبرسی. 'ظروف صیقل داده شده قرمز'، ۲۱۰۰–۲۰۰۰ قبل از میلاد.

سگ‌ها، گوسفندان، بزها و احتمالاً گاوها نیز همراه با حیوانات وحشی متعددی مانند روباه‌ها و گوزن‌های زرد ایرانی که قبلاً در این جزیره ناشناخته بودند، معرفی شدند. ساکنان PPNB خانه‌های گرد با کف‌های ساخته شده از موزائیک آهک سوخته (مانند کاستروس، شیلوروکامبوس) ساختند و گندم تک‌دانه و گندم الجزایری را کشت کردند. خوک، گوسفند، بز و گاو نگهداری می‌شدند اما در بیشتر موارد از نظر رفتاری وحشی باقی ماندند. شواهد مربوط به گاو مانند آنچه در شیلوروکامبوس تأیید شده است، نادر است و زمانی که ظاهراً در طول هزاره هشتم قبل از میلاد از بین رفتند، تا دوره نوسنگی سفالگری دوباره معرفی نشدند.
در هزاره ششم قبل از میلاد، فرهنگ خیروکیتیا بدون سفال با کلبه‌های گرد، ظروف سنگی و اقتصادی مبتنی بر گوسفند، بز و خوک مشخص می‌شد. گاو ناشناخته بود و گوزن‌های زرد ایرانی شکار می‌شدند. پس از آن فاز سوتیرای سرامیکی بود. دوران مس‌سنگی با پیکرک‌های سنگی با بازوهای باز مشخص می‌شود.
چاه‌های آبی که توسط باستان‌شناسان در غرب قبرس کشف شده است، تصور می‌شود که از قدیمی‌ترین چاه‌های جهان هستند که قدمت آنها به ۹۰۰۰ تا ۱۰۵۰۰ سال می‌رسد و آنها را در عصر سنگ قرار می‌دهد. گفته می‌شود که آنها پیچیدگی مهاجران اولیه و قدردانی آنها از محیط را نشان می‌دهند.
در سال ۲۰۰۴، بقایای یک گربه هشت‌ماهه در کنار صاحب انسان خود در یک مکان باستان‌شناسی نوسنگی در قبرس کشف شد. تخمین زده می‌شود که این گور ۹۵۰۰ سال قدمت داشته باشد، که مقدم بر تمدن مصر باستان است و اولین ارتباط شناخته شده گربه‌سانان و انسان را به‌طور قابل توجهی به عقب می‌راند.

## عصر برنز

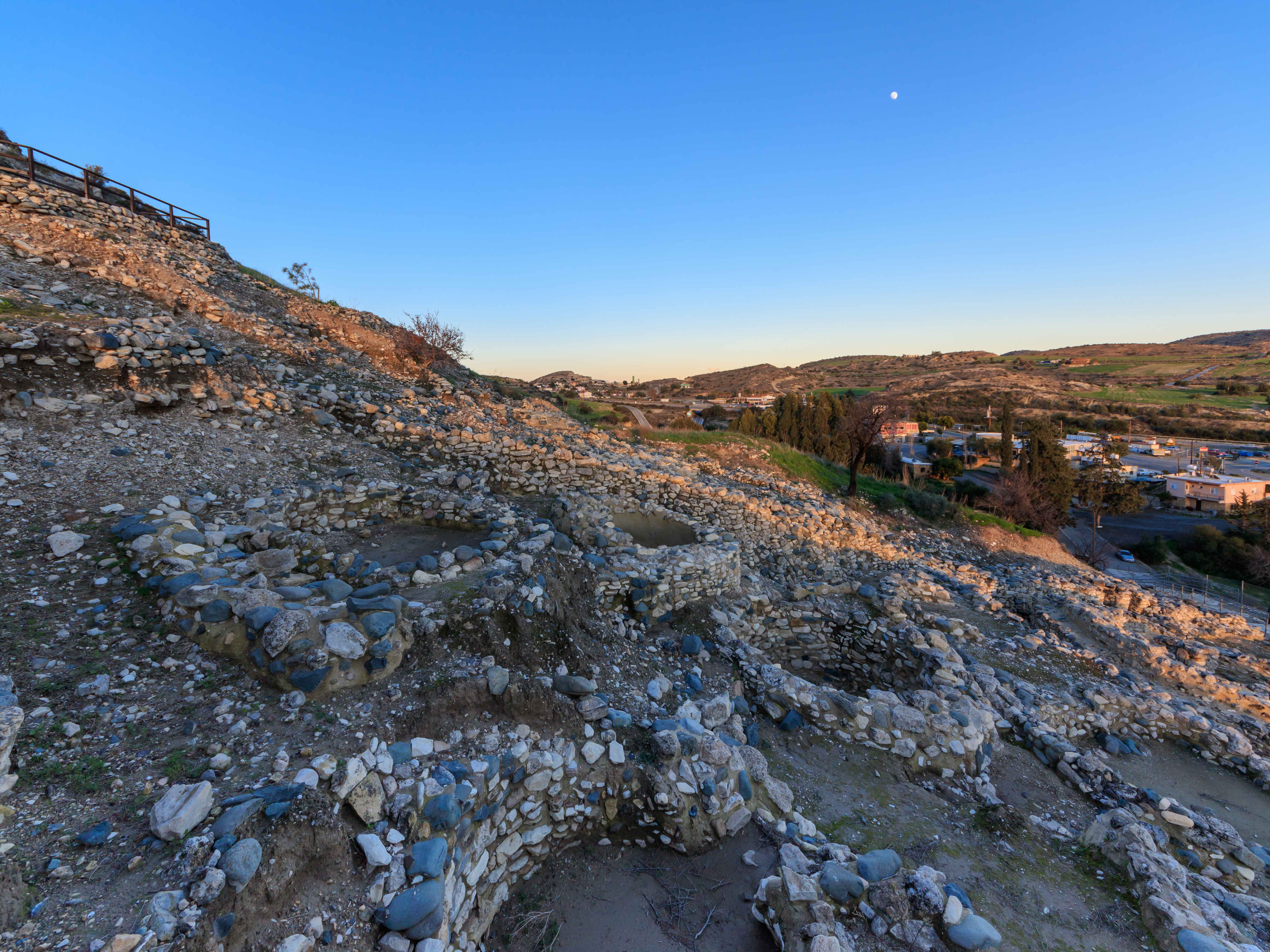
محوطه باستانی خیروکیتیا.

در عصر برنز، اولین شهرها مانند انکومی ساخته شدند. استخراج سیستماتیک مس آغاز شد و این منبع به‌طور گسترده تجارت می‌شد. میسنی‌ها یونانی‌ها بدون شک از مرحله پایانی عصر برنز در قبرس ساکن بودند، در حالی که نام یونانی این جزیره از قرن پانزدهم قبل از میلاد در خط ب تأیید شده است.
خط میخی قبرسی که هنوز رمزگشایی نشده است، برای اولین بار در مراحل اولیه عصر برنز پسین (LCIB) مورد استفاده قرار گرفت و برای حدود ۵۰۰ سال تا LC IIIB، شاید تا نیمه دوم قرن یازدهم قبل از میلاد ادامه داشت. مشخص نیست که آیا زبان‌های پیش از یونانی فراتر از عصر برنز به عنوان زبان اتئوکیپریوتی باقی مانده‌اند یا خیر، یا اینکه این زبان توسط مهاجران شرقی بعدی معرفی شده است.
عصر برنز پسین (۱۳۰۰–۱۲۰۰ قبل از میلاد) زمانی برای رفاه محلی بود. شهرهایی مانند انکومی بر روی یک پلان شبکه مستطیلی بازسازی شدند، جایی که دروازه‌های شهر با محورهای شبکه مطابقت دارند و ساختمان‌های باشکوه متعددی در مقابل سیستم خیابان یا تازه تأسیس شده‌اند. ساختمان‌های رسمی بزرگ ساخته شده از سنگ نما از افزایش سلسله مراتبی و کنترل اجتماعی حکایت دارد. برخی از این ساختمان‌ها حاوی امکاناتی برای پردازش و ذخیره روغن زیتون هستند، مانند مارونی-وورنس و ساختمان ایکس در کالاواسوس-آیوس دیمیتریوس. یک پناهگاه با یک محراب شاخدار ساخته شده از سنگ نما در میرتو-پیگادس پیدا شده است، معابد دیگر در انکومی، کیتیون و کوکلیا  قرار دارند. هم طرح منظم شهرها و هم تکنیک‌های جدید بنایی نزدیک‌ترین مشابه‌های خود را در سوریه، به ویژه در اوگاریت (رأس شمرا امروزی) پیدا می‌کنند. مقبره‌های مستطیل شکل به تماس‌های نزدیک با سوریه و فلسطین نیز اشاره می‌کنند.
عمل نوشتن گسترش یافت و لوح‌هایی در خط میخی قبرسی در رأس شمرا، سپس شهر اوگاریت پیدا شد. متون اوگاریتی از رأس شرما و انکومی به «یا»، نام آشوری قبرس اشاره می‌کنند، که به نظر می‌رسد در اواخر عصر برنز مورد استفاده قرار گرفته است.
شمش‌های مسی به شکل پوست گاو از کشتی‌های غرق‌شده مانند اولوبورون، ایریا و دماغه گلی‌دنیا بازیابی شده‌اند که گواهی بر تجارت گسترده فلزات است. وزنه‌هایی به شکل حیوانات که در انکومی و کالاواسوس یافت می‌شوند از استانداردهای سوریه-فلسطین، بین‌النهرین، هیتی و اژه پیروی می‌کنند و بنابراین گواهی بر تجارت گسترده نیز هستند.
قبرس اواخر عصر برنز بخشی از امپراتوری هیتی‌ها بود، اما یک دولت مشتری بود و به همین ترتیب مورد حمله قرار نگرفت، بلکه صرفاً بخشی از امپراتوری با انجمن بود و توسط پادشاهان حاکم اوگاریت اداره می‌شد. به این ترتیب قبرس اساساً «با دخالت کمی در امور قبرس تنها ماند».
اگرچه یونانی‌های آخه‌ای‌ها از قرن چهاردهم در قبرس زندگی می‌کردند، بیشتر آنها پس از جنگ تروا در این جزیره ساکن شدند. آخه‌ای‌ها از ۱۲۱۰ تا ۱۰۰۰ قبل از میلاد قبرس را مستعمره کردند. یونانی‌های دوری‌ها حدود ۱۱۰۰ سال قبل از میلاد به این جزیره رسیدند و برخلاف الگوی سرزمین اصلی یونان، شواهد نشان می‌دهد که آنها به‌طور مسالمت‌آمیز در قبرس ساکن شدند.
اعتقاد بر این است که موج دیگری از سکونت یونانی‌ها در قرن بعد (LCIIIB، ۱۱۰۰–۱۰۵۰) رخ داده است، که از جمله موارد دیگر، با نوع جدیدی از گورها (دروموی طولانی) و تأثیرات میسنی در تزئین سفال نشان داده شده است.

## الاشیه
اَلاشیه، دولت مدیترانه شرقی در عصر برنز که منبع اصلی مس در منطقه بود، احتمالاً در قبرس یا شامل بخش‌هایی از قبرس بوده است.
نامه‌های بین پادشاه الاشیه و دولت مصر باستان را می‌توان در نامه‌های عمارنه یافت، در حالی که متون اوگاریتی حاوی مبادلات بین پادشاه الاشیه و پادشاه اوگاریت است.

## سفالگری

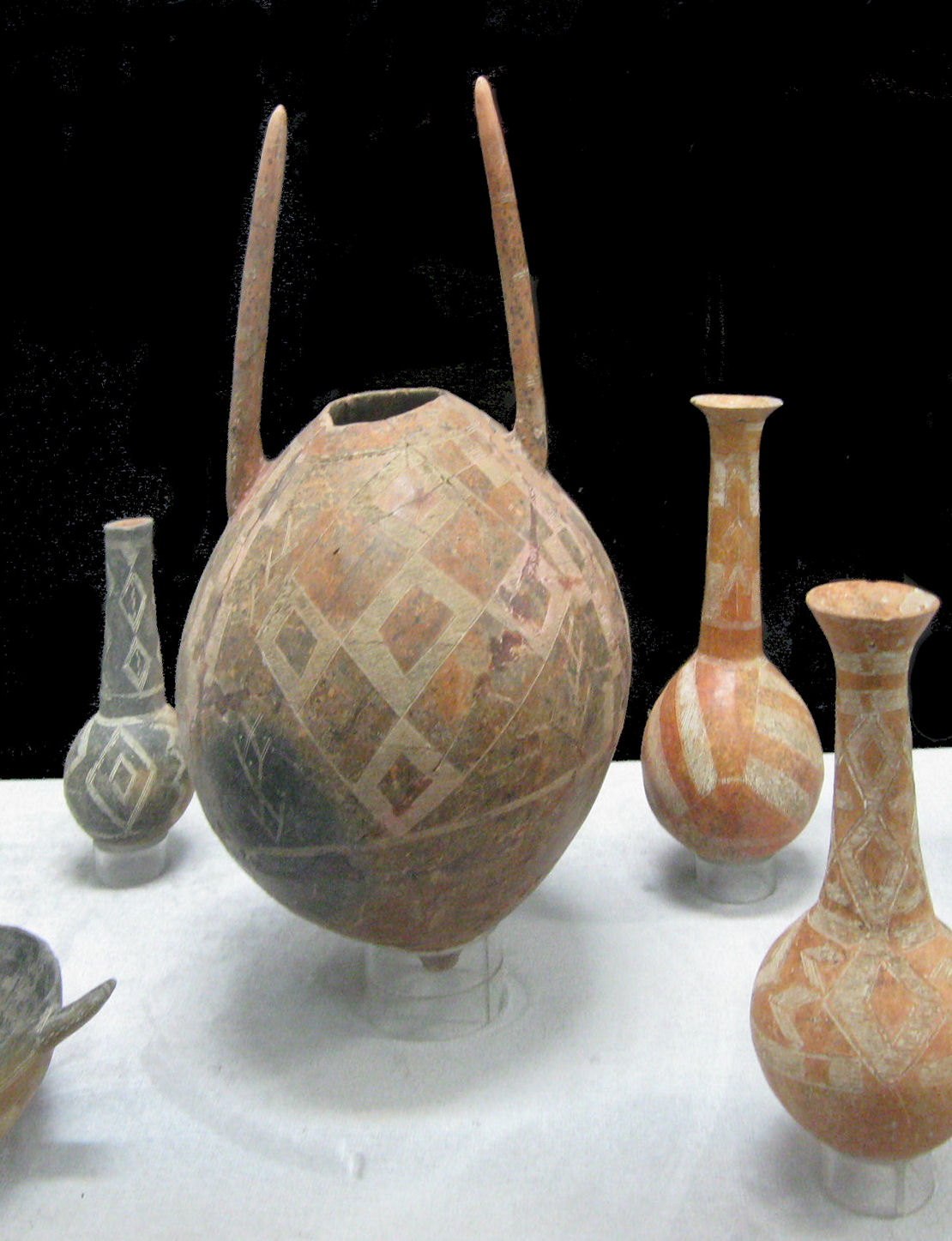
سفال‌های قرمز صیقل داده شده از انکومی، ۱۹۰۰–۱۷۲۵ قبل از میلاد. موزه باستان‌شناسی سنت بارنابا، سالامیس

در اواخر عصر برنز (LCIIIA، ۱۲۰۰–۱۱۰۰ قبل از میلاد)، مقادیر زیادی سفال میسنی IIIC:1b به صورت محلی تولید شد. ویژگی‌های معماری جدید شامل دیوارهای سیکلوپی (که در سرزمین اصلی یونان یافت می‌شود)، و همچنین نوع خاصی از سرستون‌های مستطیلی پلکانی که بومی قبرس هستند، می‌شود. مقبره‌های مجلسی به نفع گورهای چاهی رها می‌شوند. مقادیر زیادی سفال IIIC:1b در این دوره در فلسطین نیز یافت می‌شود. در حالی که این قبلاً به عنوان مدرکی از یک تهاجم (مردمان دریا) تعبیر می‌شد، اکنون بیشتر به عنوان یک توسعه بومی دیده می‌شود که توسط افزایش روابط تجاری با قبرس و کرت ایجاد شده است. شواهد تجارت اولیه با کرت در بازیابی باستان‌شناسی در قبرس از سفال‌های کیدونیا، یک مرکز شهری قدرتمند در کرت باستان یافت می‌شود.

## پادشاهی‌های شهری قبرس
اکثر نویسندگان ادعا می‌کنند که پادشاهی‌های شهری قبرس، که برای اولین بار در منابع مکتوب در قرن هشتم قبل از میلاد توصیف شدند، در قرن یازدهم قبل از میلاد تأسیس شده بودند. دیگر محققان بر اساس شبکه‌ای از سرداران، شاهد یک روند کند افزایش پیچیدگی اجتماعی بین قرن‌های ۱۲ و ۸ هستند. در قرن هشتم (دوره هندسی) تعداد سکونتگاه‌ها به شدت افزایش می‌یابد و مقبره‌های یادبود، مانند مقبره‌های «سلطنتی» سلامیس برای اولین بار ظاهر می‌شوند. این می‌تواند نشانه بهتری برای ظهور پادشاهی‌های قبرس باشد.

## عصر آهن اولیه

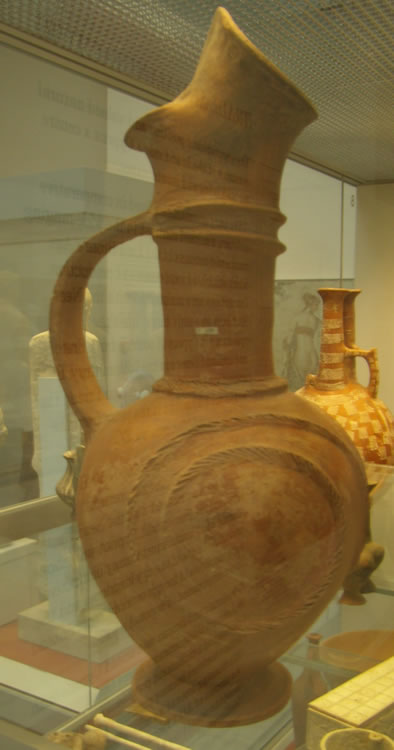
ظروف حلقه‌ای پایه از اواخر عصر برنز

عصر آهن اولیه در قبرس پس از دوره زیرمیسنی (۱۱۲۵–۱۰۵۰ قبل از میلاد) در اواخر عصر برنز آغاز می‌شود. این دوره به دوره‌های هندسی (۱۰۵۰–۷۰۰) و باستانی (۷۰۰–۵۲۵) تقسیم می‌شود.
اسطوره‌های بنیادگذاری که توسط نویسندگان کلاسیک مستند شده‌اند، بنیانگذاری بسیاری از شهرهای قبرسی را با قهرمانان مهاجر یونانی در پی جنگ تروآ مرتبط می‌دانند. به عنوان مثال، تئوسِر، برادر آیاس، گمان می‌رفت که سلامیس را تأسیس کرده است، و آگاپنور آرکادی از نگئا حاکم بومی کیتیراس را جایگزین کرده و پافوس را تأسیس کرده است. برخی از محققان این را خاطره‌ای از استعمار یونان در قرن یازدهم می‌دانند. در مقبره ۴۹ قرن یازدهم از پالائپافوس-اسکالِس سه هرم‌سنگ برنزی با کتیبه‌هایی به خط هجایی قبرسی پیدا شده است که یکی از آنها نام اوفِلتاس را دارد. این اولین نشانه استفاده از زبان یونانی در جزیره است.
سوزاندن اجساد به عنوان یک آیین تدفین نیز به عنوان یک رسم یونانی در نظر گرفته می‌شود. اولین تدفین سوزاندن اجساد در ظروف برنزی در کوریون-کالُری‌زیکی، مقبره ۴۰، مربوط به نیمه اول قرن یازدهم (LCIIIB) یافت شده است. این قبر حاوی دوپایه سه‌پایه میله برنزی، بقایای یک سپر و یک عصای طلایی نیز بود. در گذشته به عنوان قبر سلطنتی اولین بنیانگذاران آرگیو کوریون دیده می‌شد، اکنون به عنوان مقبره یک شاهزاده قبرسی بومی یا یک شاهزاده فنیقی تعبیر می‌شود. میناکاری کلوئیزون سر عصا با دو شاهین که بر روی آن قرار دارد، هیچ مشابهی در اژه ندارد، اما تأثیر قوی مصری را نشان می‌دهد.
جمعیتی که در اوایل عصر آهن در آماتوس زندگی می‌کردند، کتیبه‌هایی را به زبان اتئوکیپریوتی با استفاده از خط میخی قبرسی به جا گذاشتند. مشخص نیست که آیا این زبان از یک زبان عصر برنز که در قبرس صحبت می‌شد، شاید زبانی که در خط میخی قبرسی نوشته شده است، باقی مانده است یا خیر. یا اینکه آیا به زبان‌های هوری-اورارتویی مرتبط بوده است، زیرا مهاجران بعدی شرقی ممکن است این خط را پذیرفته باشند، مشابه اینکه چگونه میسنی‌ها خط مینوسی را پذیرفتند.

## فنیقی‌ها
شواهد ادبی حضور اولیه فنیقی‌ها را در کیتیون نشان می‌دهد که در آغاز قرن دهم قبل از میلاد تحت حکومت صور (لبنان) بود. برخی از بازرگانان فنیقی که اعتقاد بر این بود که از صور می‌آیند، این منطقه را مستعمره کردند و نفوذ سیاسی کیتیون را گسترش دادند. پس از حدود ۸۵۰ قبل از میلاد، پناهگاه‌ها [در محوطه کاتاری] توسط فنیقی‌ها بازسازی و مورد استفاده مجدد قرار گرفتند.
قدیمی‌ترین گورستان سلامیس، تدفین کودکان را در کوزه‌های کنعانی ایجاد کرده است که نشان‌دهنده حضور فنیقی‌ها در قرن یازدهم LCIIIB است. تدفین‌های مشابه کوزه در گورستان‌های کوریون-کالوریزیکی و پالاپافوس-اسکالس در نزدیکی کوکلیا پیدا شده است. در Skales، بسیاری از واردات از شام و تقلیدهای قبرسی از اشکال شامی پیدا شده است و به گسترش فنیقی حتی قبل از پایان قرن ۱۱ اشاره می‌کند.

## قبرس باستان
آشوری‌ها در اواخر قرن هشتم پیش از میلاد، قبرس را دوباره کشف کردند، اما کنترل ارضی پایداری بر این جزیره برقرار نکردند. نام آشوری قبرس، یادنانا، احتمالاً آن را به عنوان «جزیره دانونی‌ها» تعیین کرده است، اگرچه ریشه‌های دقیق آن نامشخص است. یک سنگ یادبود که در سال ۱۸۴۵ در کیتیون پیدا شد، پیروزی شاه سارگون دوم (۷۲۱–۷۰۵ قبل از میلاد) را در سال ۷۰۹ بر هفت پادشاه در سرزمین «ایا»، در منطقه یادنانا یا آتنانا، گرامی می‌دارد. کتیبه‌های دیگری در کاخ سارگون در دور شاروکین به «ایا» اشاره می‌کنند. ده پادشاهی که در کتیبه اسرحدون در سال ۶۷۳/۲ قبل از میلاد ذکر شده‌اند، به عنوان سلامیس، کیتیون، آماتوس، کوریون، پافوس و سولی در ساحل و تاماسوس، لیدرا، ایدالیون و خیروکیتیا در داخل کشور شناسایی شده‌اند.
قبرس در حدود سال ۶۶۹ برای مدتی استقلال یافت اما توسط مصر تحت حاکمیت آماسیس دوم (۵۷۰–۵۲۶/۵۲۵) فتح شد. این جزیره در حدود ۵۴۵ قبل از میلاد توسط شاهنشاهی هخامنشی فتح شد. یک کاخ ایرانی در قلمرو ماریون در سواحل شمالی نزدیک سولی کشف شده است. ساکنان در قیام ایونی شرکت کردند. در آغاز قرن چهارم قبل از میلاد، اواگوراس اول، پادشاه سلامیس، کنترل کل جزیره را به دست گرفت و سعی کرد از ایران استقلال پیدا کند. قیام دیگری در سال ۳۵۰ رخ داد اما توسط اردشیر سوم در سال ۳۴۴ سرکوب شد.
در طول محاصره صور، پادشاهان قبرسی به اسکندر مقدونی روی آوردند. در سال ۳۲۱، چهار پادشاه قبرسی در کنار بطلمیوس یکم سوتر قرار گرفتند و از این جزیره در برابر آنتیگونوس یکم دفاع کردند. بطلمیوس قبرس را بین ۳۰۶ تا ۲۹۵ قبل از میلاد به دیمتریوس پولیورکتس باخت، اما پس از آن تا سال ۵۸ قبل از میلاد تحت حاکمیت بطلمیوسی باقی ماند. توسط یک فرماندار از مصر اداره می‌شد و گاهی اوقات در طول مبارزات قدرت قرن ۲ و ۱ یک پادشاهی کوچک بطلمیوسی را تشکیل می‌داد. روابط تجاری قوی با آتن و اسکندریه، دو مرکز تجاری مهم دوران باستان، توسعه یافت.
هلنیسم کامل تنها تحت حاکمیت دودمان بطلمیوسی صورت گرفت. ویژگی‌های فنیقی همراه با خط هجایی قدیمی قبرسی ناپدید شدند. تعدادی از شهرها در این زمان تأسیس شدند، به عنوان مثال آرسینوئه که توسط بطلمیوس دوم بین پافوس قدیم و جدید تأسیس شد.
برپایه گفته استرابون، قبرس در سال ۵۸ قبل از میلاد به استان روم تبدیل شد، زیرا سیاستمدار رومی، پوبلیوس کلودیوس پولچر، کینه‌ای از پادشاه قبرس، بطلمیوس داشت و مارکوس کاتو را برای فتح این جزیره فرستاد. پس از اینکه او تریبون شد. مارک آنتونی این جزیره را به کلئوپاترای هفتم مصر و خواهرش آرسینو چهارم داد، اما پس از شکست او در نبرد آکتیوم (۳۱ قبل از میلاد) در ۳۰ قبل از میلاد دوباره به استان روم تبدیل شد. از ۲۲ قبل از میلاد یک استان سناتوری بود. این جزیره در جریان قیام یهودیان در ۱۱۵/۱۱۶ پس از میلاد متحمل خسارات زیادی شد.
پس از اصلاحات دیوکلتیان، تحت کنترل کنسول خاور قرار گرفت و توسط یک پروکنسول اداره می‌شد. چندین زمین‌لرزه منجر به تخریب سلامیس در آغاز قرن چهارم شد، در همان زمان خشکسالی و قحطی به جزیره ضربه زد.

## قبرس قرون وسطی

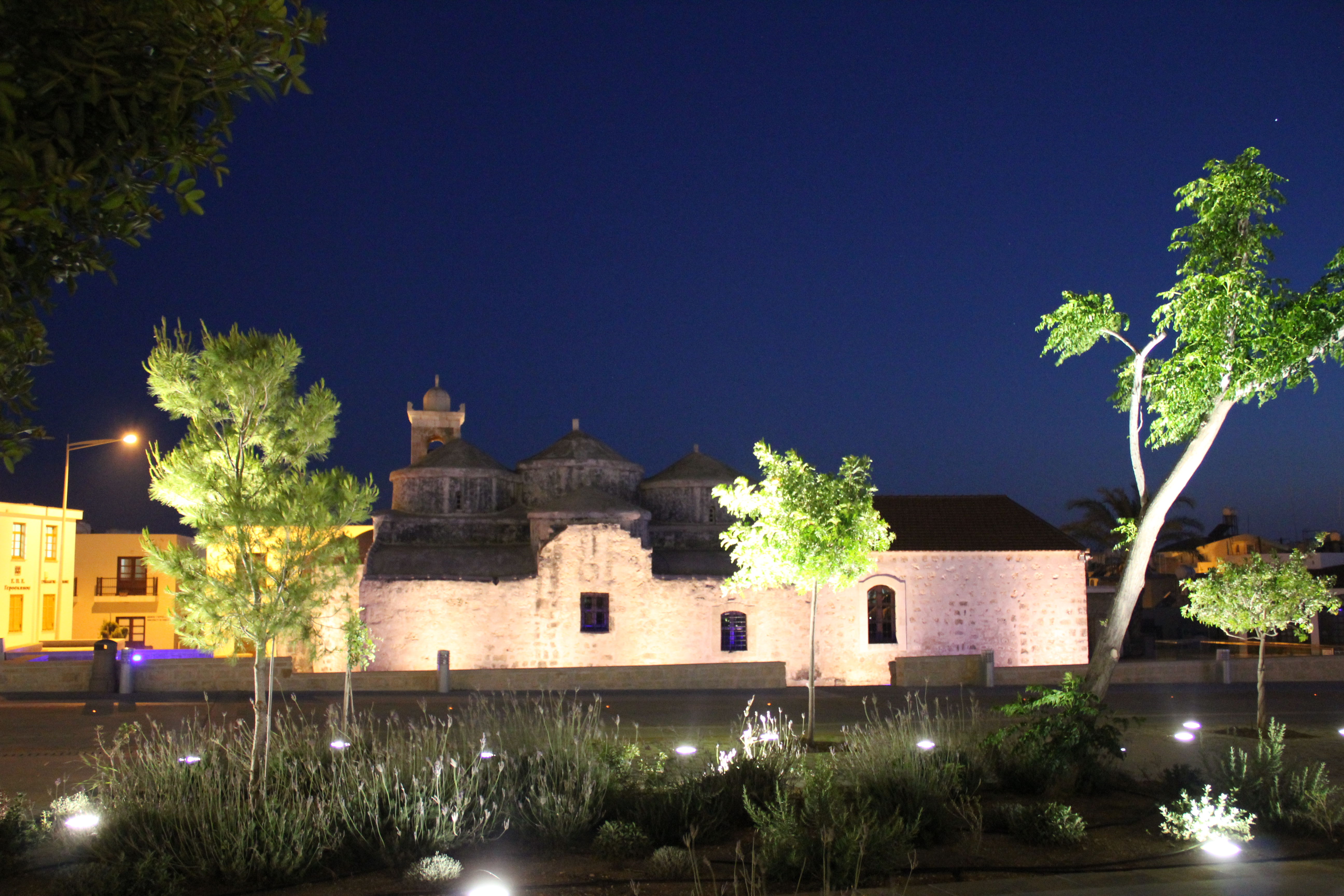
کلیسای بیزانسی آیا پاراسکوی در یروسکیپو، قبرس

پس از تقسیم امپراتوری روم به نیمه شرقی و امپراتوری روم غربی، قبرس تحت حاکمیت امپراتوری بیزانس قرار گرفت. در آن زمان، اسقف آن، در حالی که هنوز تابع کلیسای مسیحیت بود، توسط شورای افسوس در سال ۴۳۱ خودمختار شد.
مسلمانان عرب در دهه ۶۵۰ به قبرس حمله کردند، اما در سال ۶۸۸، امپراتور بیزانس ژوستینین دوم و خلیفه خلافت اموی، عبدالملک بن مروان، به توافقی بی‌سابقه دست یافتند. برای ۳۰۰ سال بعد، قبرس به‌طور مشترک توسط اعراب و بیزانسی‌ها به عنوان یک کندومینیوم اداره می‌شد، با وجود جنگ تقریباً دائمی بین دو طرف در سرزمین اصلی. بیزانسی‌ها پس از آن برای مدت کوتاهی کنترل جزیره را به دست آوردند، اما وضع موجود همیشه بازگردانده می‌شد.
این دوره تا سال ۹۶۵ ادامه یافت، زمانی که نیکتاس چالکوتزس جزیره را برای بیزانس دوباره فتح کرد. در سال ۱۱۸۵، آخرین فرماندار بیزانسی قبرس، ایزاک کومننوس قبرس از یک خط فرعی خاندان امپراتوری، شورش کرد و تلاش کرد تاج و تخت را تصاحب کند. کودتای او ناموفق بود، اما کومننوس توانست کنترل جزیره را حفظ کند. اقدامات بیزانس علیه کومننوس شکست خورد زیرا او از حمایت ویلیام دوم سیسیلی برخوردار بود. امپراتور بیزانس با سلطان مصر توافق کرده بود که بنادر قبرس را به روی جنگ‌های صلیبی ببندد.

### جنگ صلیبی سوم

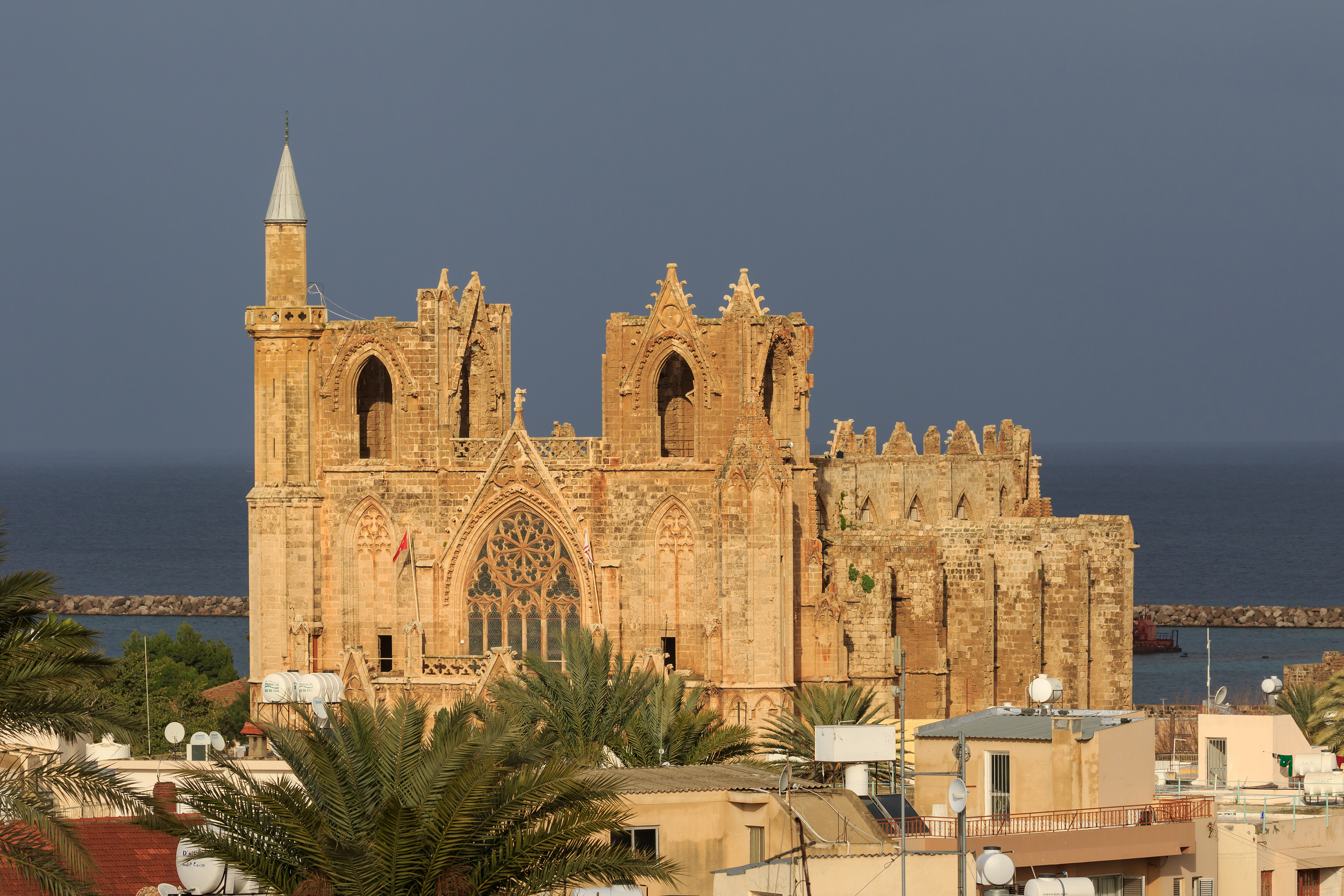
کلیسای جامع سنت نیکولاس که در سال ۱۳۲۸ تقدیس شد، بزرگ‌ترین ساختمان قرون وسطایی در فاماگوستا است، جایی که پادشاهان قبرس به عنوان پادشاهان اورشلیم نیز تاجگذاری کردند. در سال ۱۵۷۱ پس از سقوط امپراتوری عثمانی، این مسجد به مسجد مگوسا تبدیل شد و امروزه نیز یک مسجد باقی مانده است.

در طول جنگ صلیبی سوم، جزیره قبرس در اواخر قرن دوازدهم به هدف جنگ‌های صلیبی تبدیل شد. ریچارد یکم در ۱ ژوئن ۱۱۹۱ در جستجوی خواهر و عروسش برنگاریا، که کشتی‌شان در طوفان از ناوگان جدا شده بود، در لیماسول فرود آمد. [۲۰] ارتش ریچارد زمانی که اسحاق از بازگرداندن گروگان‌ها (خواهر ریچارد، عروسش و چندین سرباز غرق شده) امتناع کرد، فرود آمد و اسحاق را مجبور به فرار از لیماسول کرد. او در نهایت تسلیم شد و کنترل جزیره را به پادشاه انگلستان واگذار کرد. ریچارد در ۱۲ می ۱۱۹۲ در لیماسول با برنگاریا ازدواج کرد. او توسط جان فیتزلک، اسقف اورو، به عنوان ملکه انگلیس تاج گذاری کرد. ناوگان صلیبی در ۵ ژوئن همان سال به عکا ادامه داد.
ارتش ریچارد یکم به اشغال قبرس ادامه داد و مالیات‌ها را افزایش داد. او جزیره را به شوالیه‌های معبد فروخت. اندکی پس از آن، ارتش فرانسه تحت رهبری خاندان لوزینیان جزیره را اشغال کرد و در سال ۱۱۹۲ پادشاهی قبرس را تأسیس کرد. آنها لاتین را به عنوان زبان رسمی اعلام کردند و بعداً آن را با فرانسوی باستان جایگزین کردند. خیلی بعد، زبان یونانی به عنوان دومین زبان رسمی شناخته شد. در سال ۱۱۹۶، اسقف‌های کلیسای لاتین در این جزیره تأسیس شد و کلیسای ارتدوکس یونانی قبرس دستخوش یک سری آزار و اذیت‌های مذهبی شد که توسط کاتولیک‌های لاتین انجام شد. مارونی‌ها در طول جنگ‌های صلیبی در قبرس ساکن شدند و هنوز هم برخی از روستاها را در شمال حفظ می‌کنند.

## پادشاهی قبرس

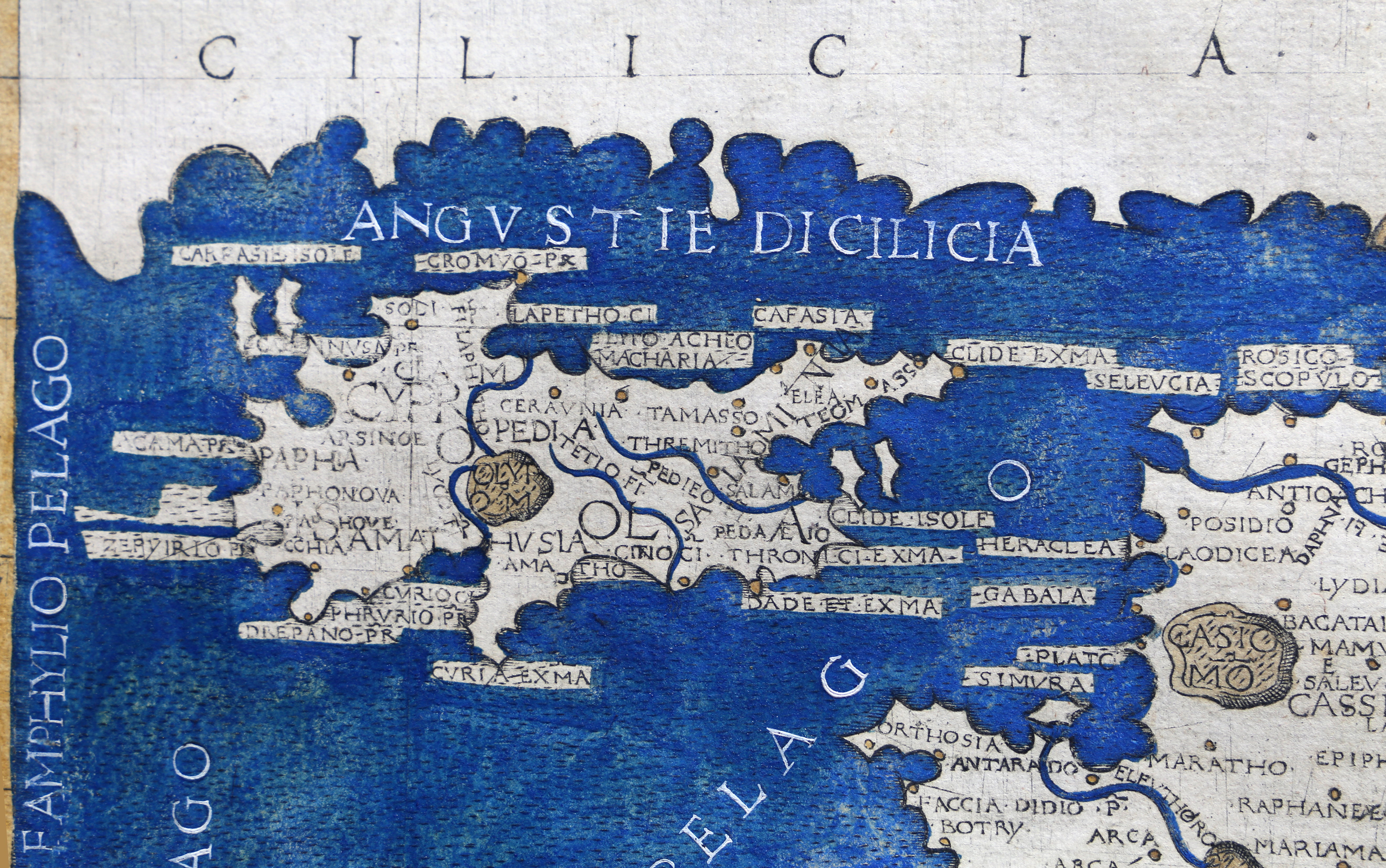
قبرس در سال ۱۴۸۲

پادشاهی قبرس در ابتدا توسط خاندان لوزینیان فرانسوی تأسیس شد و آیمری اول، تاج و عنوان پادشاهی را از امپراتور مقدس روم، هنری ششم دریافت کرد. در این دوره، جمعیت کاتولیک رومی در قبرس اقلیت بودند و عمدتاً در شهرهای ساحلی و نیکوزیا زندگی می‌کردند. آنها قدرت را در دست داشتند، در حالی که ساکنان یونانی در مناطق روستایی زندگی می‌کردند. کلیسای ارتدکس قبرس مستقل باقی ماند، اما کلیسای لاتین از نظر جایگاه و دارایی بر آن برتری یافت.
پس از مرگ امالریک، پادشاهی به پسران جوانی که به عنوان پادشاه بزرگ می‌شدند، منتقل می‌شد و خانواده ایبلین در این دوره نقش نایب‌السلطنه را ایفا می‌کرد. در سال ۱۲۲۹، فردریک دوم، امپراتور مقدس روم، یکی از نایب‌السلطنه‌های ایبلین را از قدرت برکنار کرد و درگیری بین گوئلف‌ها و گیبلین‌ها را به قبرس کشاند. این درگیری تا سال ۱۲۳۳ در قبرس پایان یافت، اما در پادشاهی اورشلیم و امپراتوری مقدس روم ادامه داشت.
در سال ۱۲۶۸، هیو سوم از خاندان لوزینیان، عنوان پادشاهی اورشلیم را برای خود ادعا کرد و دو پادشاهی را متحد کرد. با این حال، سرزمین‌های فلسطین در سال ۱۲۹۱ از دست رفت، اما پادشاهان قبرس همچنان این عنوان را حفظ کردند.
قبرس مانند اورشلیم دارای یک دادگاه عالی بود، اما پادشاه قبرس به دلیل ثروت بیشتر و قدرت فئودالی، می‌توانست این دادگاه را نادیده بگیرد. خانواده ایبلین مهم‌ترین خانواده رعیت در قبرس بود. با این حال، پادشاه اغلب با بازرگانان ایتالیایی درگیری داشت، زیرا قبرس پس از سقوط عکا در سال ۱۲۹۱ به مرکز تجارت اروپا با آفریقا و آسیا تبدیل شده بود.
در قرن چهاردهم، بازرگانان جنوایی به تدریج بر قبرس مسلط شدند. قبرس در انشقاق غربی از پاپ آوینیون حمایت کرد به این امید که فرانسوی‌ها بتوانند ایتالیایی‌ها را بیرون کنند. اما در سال ۱۴۲۶، ممالیک قبرس را به یک دولت خراج‌گزار تبدیل کردند و پادشاهان قبرس استقلال خود را از دست دادند. در نهایت، در سال ۱۴۸۹، کاترین کورنارو، آخرین ملکه قبرس، مجبور شد جزیره را به ونیز بفروشد.
پس از آن، عثمانی‌ها به قبرس حمله کردند و در سال ۱۵۷۱ آن را تصرف کردند. این رویداد تاریخی، زمینه داستان اتلو شکسپیر است که در آن شخصیت اصلی، فرمانده پادگان ونیزی است که از قبرس در برابر عثمانی‌ها دفاع می‌کند.

## قبرس عثمانی
در سال ۱۵۷۱، قبرس به ایالتی از امپراتوری عثمانی تبدیل شد و تا سال ۱۸۷۸ تحت حاکمیت عثمانی‌ها باقی ماند. در این سال، ترک‌ها پس از حمله به قبرس با نیروی دریایی و زمینی عظیم، کنترل جزیره را به دست گرفتند. با این حال، ترک‌ها و قبرسی‌ها در کنار هم زندگی مسالمت‌آمیزی داشتند. قبرس در آن زمان به دلیل منابع غنی مانند نمک، شکر، پنبه و غلات، و همچنین موقعیت راهبردی خود در تجارت بین سوریه و ونیز، از اهمیت بالایی برخوردار بود. در نتیجه، قبرس به عنوان یک مرکز تجاری مهم در شرق مدیترانه برای ونیز عمل می‌کرد.
پس از تصرف قبرس توسط عثمانی‌ها، ونیزی‌ها همچنان به تجارت با این جزیره ادامه دادند. بازرگانان زندانی آزاد شدند و کالاها و کشتی‌هایشان به آنها بازگردانده شد. تجارت بین دو طرف ادامه یافت و تنها در زمان جنگ‌ها متوقف می‌شد. دولت قبرس نیز در اوایل قرن شانزدهم از بازرگانان ونیزی وام می‌گرفت.

### مذهب و فرهنگ تحت حاکمیت عثمانی‌ها
امپراتوری عثمانی یک امپراتوری مسلمان بود، بنابراین پس از فتح قبرس، اختلافات فرهنگی و مذهبی بین مسلمانان و مسیحیان ارتدوکس یونانی ساکن در جزیره به وجود آمد. برای حفظ صلح، سیستم ملت در قبرس معرفی شد که به مقامات اجازه می‌داد بر اقلیت‌های مذهبی خود حکومت کنند. عثمانی‌ها تلاش کردند فرهنگ اسلامی را در قبرس گسترش دهند، به ویژه در مورد زنان که طبق اسلام باید سر خود را می‌پوشاندند.
از سال ۱۶۷۰، عثمانی‌ها چندین بار شیوه حکومت خود بر قبرس را تغییر دادند. قبرس در ابتدا یک سِنجاق (معادل بخش در تقسیمات کشوری) بود، سپس به تیول وزیر اعظم تبدیل شد، بعداً به یک ایالت ارتقا یافت، دوباره به تیول تبدیل شد و در نهایت دوباره به سنجاق تبدیل شد.

## قبرس ۱۸۷۸ (جنگ روسیه و ترکیه)
در طول جنگ روسیه و ترکیه، قبرس برای حمله آماده شد که در نهایت منجر به مشکلات مالی برای مردم این جزیره در دهه‌های آینده شد. روس‌ها در مدیترانه تبلیغاتی را منتشر کرده بودند که مسیحیان ارتدوکس یونانی را به مبارزه با امپراتوری عثمانی تشویق می‌کرد. قبرس سعی می‌کرد بین حمایت از امپراتوری عثمانی با غلات و عدم مخالفت با روسیه تعادل برقرار کند.
جنگ روسیه و ترکیه در سال ۱۸۷۸ به کنترل عثمانی‌ها بر قبرس پایان داد و این جزیره تحت کنترل امپراتوری بریتانیا قرار گرفت. با این حال، حاکمیت قبرس تا سال ۱۹۱۴ که بریتانیا در طول جنگ جهانی اول علیه عثمانی‌ها اعلام جنگ کرد و جزیره را ضمیمه خود کرد، رسماً در دست عثمانی‌ها باقی ماند. پس از جنگ جهانی اول، ترکیه طبق مفاد پیمان لوزان، از تمام ادعاها و حقوق خود بر قبرس چشم پوشی کرد.
تحت حاکمیت بریتانیا، قبرس از آزادی بیان بیشتری برخوردار شد و این امر باعث رشد ایده‌های انوسیس (اتحاد با یونان) در میان قبرسی‌های یونانی شد.

## قبرس معاصر

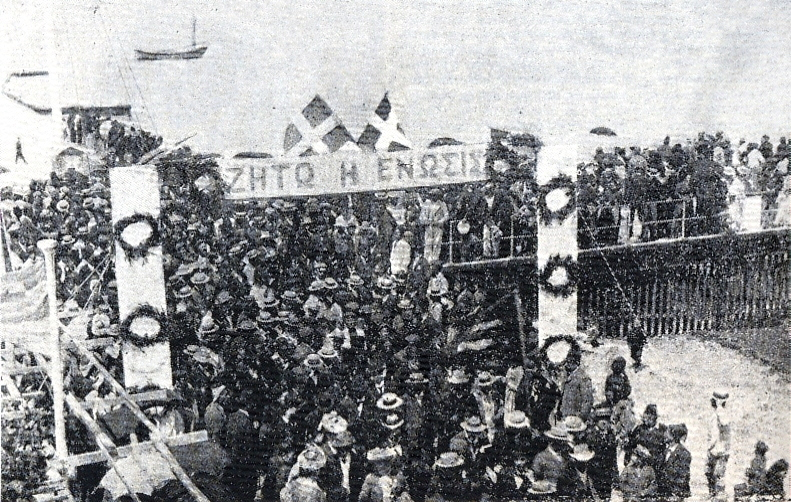
تظاهرات قبرس برای انوسیس (اتحاد) با یونان.

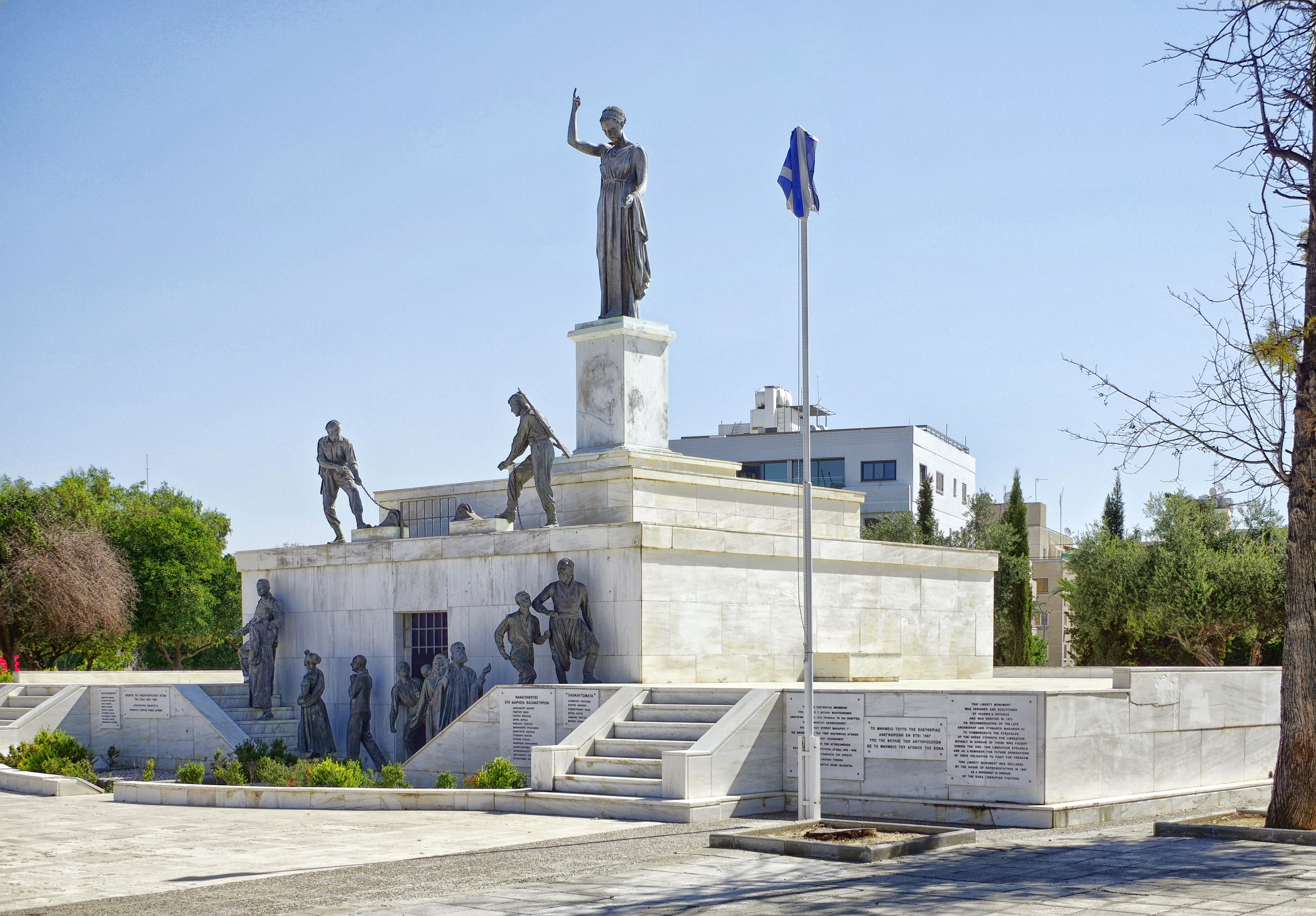
مجسمه آزادی نماد استقلال قبرس.

در سال ۱۸۷۸، در نتیجه کنوانسیون قبرس، پادشاهی متحد بریتانیای کبیر و ایرلند حکومت قبرس را به عنوان یک تحت‌الحمایه از امپراتوری عثمانی به دست گرفت. در سال ۱۹۱۴، در آغاز جنگ جهانی اول، عثمانی‌ها به بریتانیا اعلام جنگ کردند و این منجر به الحاق قبرس به بریتانیا شد.
جمعیت جزیره از ورود بریتانیایی‌ها در سال ۱۸۷۸ استقبال کردند، زیرا این به معنای پایان اشغال طولانی ترکیه از یک سو و از سوی دیگر (با توجه به مثال جزایر ایونی) این باور وجود داشت که این مرحله یک مرحله گذار ضروری برای هدف نهایی یعنی بازگشت قبرس به یونان است.
در دهه ۱۹۲۰، رهبران سیاسی قبرسی‌های یونانی تصمیم گرفتند تاکتیک‌های خود را در پیگیری انوسیس (اتحاد قبرس با یونان) تغییر دهند. به جای مسیر بی‌ملاحظه «اتحاد و فقط اتحاد»، تصمیم گرفته شد که تحت شرایط موجود، می‌توان برخی از آزادی‌های مدنی را به نفع مردم قبرس مذاکره و به دست آورد. در سال ۱۹۲۱، سازمان سیاسی قبرس برای این منظور تشکیل شد، اما بعداً در آن دهه منحل شد.
نمایندگان قبرسی یونانی در طول سال‌ها بارها به انگلستان فرستاده شدند تا رسماً این درخواست را به کلان‌شهر استعماری ارائه دهند، اما هیچ نتیجه‌ای نداشت. مشارکت قبرسی‌های یونانی در مبارزات ملی یونانیان (مانند جنگ‌ها در پایان قرن نوزدهم و در جنگ‌های بالکان در سال‌های ۱۹۱۲–۱۳۱۳) بیانگر اعتقاد آنها به منشأ مشترک یونانی‌ها و قبرسی‌ها، در یک سرنوشت مشترک و یک مسیر مشترک بود. مشارکت داوطلبان قبرسی یونانی در جنگ جهانی اول بیانگر این باور بود که پس از پیروزی «سهم قبرسی» در «توزیع سود» وجود خواهد داشت (چیزی که بعداً در طول جنگ جهانی دوم نیز اتفاق افتاد). علاوه بر این، نخست‌وزیر یونان، الفتریوس ونیزلوس، در سال‌های منتهی به جنگ جهانی اول، مذاکره برای واگذاری قبرس به یونان را انجام داده بود. با این حال، در طول «توزیع سود» در کنفرانس پاریس پس از جنگ جهانی اول، علیرغم حضور و تلاش رهبری قبرسی‌های یونانی، هیچ «سهم قبرسی» وجود نداشت. پس از پیمان لوزان (۱۹۲۳) که طی آن ترکیه از تمام حقوق خود بر قبرس چشم پوشی کرد، امیدهای جدیدی متولد شد زیرا مانع بسیار جدی برای بازگشت قبرس به یونان برداشته شد. با این حال، در سال ۱۹۲۵، پس از انحلال امپراتوری عثمانی، و با حذف این مانع، انگلستان به جای واگذاری قبرس به یونان، با اعلام این جزیره به عنوان یک مستعمره تاج، آن را ضمیمه خود کرد. در این هنگام برای قبرسی‌های یونانی از سوی مقامات انگلیسی (مانند لئو آمری، وزیر مستعمرات) کاملاً روشن شد که اتحاد مطرح نیست و این موضوع به‌طور قطع بسته شده است و امیدها و انتظارات قبرسی‌های یونانی را برای دستیابی به آرمان خود رد می‌کند.
سازمان ملی قبرس (EOK؛ با EOKA اشتباه نشود)، که در سال ۱۹۳۰ توسط محافل کلیسایی تأسیس شد و اعضای آن توسط اسقف اعظم انتخاب شدند، نقش مهمی در تقویت تقاضای انوسیس ایفا کرد. هدف آن دنبال کردن این هدف و رد خودمختاری پیشنهادی انگلیسی‌ها بود. در سال ۱۹۳۱، اتحادیه ملی رادیکال مرکزی (ΕRΕΚ) که اعضای آن مخفی بودند، تأسیس شد. رد مکرر امیدهای قبرسی‌های یونانی، همراه با سایر رویدادهای سیاسی در آن زمان، باعث قیام بزرگ اکتبر ۱۹۳۱ شد که به عنوان شورش‌های اکتبر شناخته می‌شود؛ بنابراین قبرس وارد دوره حکومت استبدادی شد که به پالمروکراتیا ("پالمرسالاری") معروف شد، به نام فرماندار ریچموند پالمر، که اندکی قبل از شورش آغاز شد و تا آغاز جنگ جهانی دوم ادامه یافت.
در ژانویه ۱۹۵۰، کلیسای ارتدکس قبرس همه‌پرسی اتحاد (همه‌پرسی دربارهٔ انوسیس) را سازماندهی کرد که در آن از قبرسی‌های یونانی که در آن زمان حدود ۸۰ درصد از جمعیت را تشکیل می‌دادند، برای رای دادن فراخوانده شدند و به شدت به نفع این جنبش پایان یافت. با این حال، فریاد آنها به گوش ناشنوا افتاد زیرا جامعه بین‌المللی هیچ تمایلی به حمایت از درخواست آنها نشان نداد. بین سال‌های ۱۹۵۵ و ۱۹۵۹، قبرسی‌های یونانی سازمان EOKA را به رهبری جرج گریواس تشکیل دادند و مبارزه برای آزادی را با هدف نهایی انوسیس آغاز کردند. با این حال، مبارزات EOKA منجر به اتحاد با یونان نشد، بلکه در عوض منجر به ایجاد یک جمهوری مستقل، جمهوری قبرس، در سال ۱۹۶۰ شد.
قانون اساسی ۱۹۶۰ شکلی از تقسیم قدرت یا حکومت مشترک را ایجاد کرد که در آن امتیازاتی به اقلیت ترک‌های قبرس داده شد، از جمله به عنوان یک شرط که معاون رئیس‌جمهور قبرس و حداقل ۳۰ درصد از اعضای مجلس باید ترک‌های قبرس باشند. اسقف اعظم ماکاریوس سوم رئیس‌جمهور و دکتر فاضل کوچوک معاون رئیس‌جمهور می‌شدند. یکی از مواد قانون اساسی ایجاد شهرداری‌های محلی جداگانه بود تا قبرسی‌های یونانی و ترک بتوانند شهرداری‌های خود را در شهرهای بزرگ مدیریت کنند.
درگیری‌های داخلی به جنگ مسلحانه تمام عیار بین دو جامعه در جزیره تبدیل شد که سازمان ملل را بر آن داشت تا در سال ۱۹۶۴ نیروهای حافظ صلح را اعزام کند. این نیروها هنوز هم امروز وجود دارند. در سال ۱۹۷۴، ملی‌گرایان یونانی با حمایت حکومت نظامی یونان کودتای نظامی انجام دادند. ترکیه که نتوانست حمایت چندجانبه علیه کودتا را به دست آورد، به بخش شمالی جزیره حمله کرد. نیروهای ترکیه پس از آتش‌بس باقی ماندند و در نتیجه جزیره تقسیم شد. خشونت‌های بین قومی، کودتا و تهاجم متعاقب آن منجر به آوارگی صدها هزار قبرسی شد.
دولت بالفعل قبرس شمالی در سال ۱۹۷۵ با نام دولت فدراسیون ترکیه قبرس اعلام شد. این نام در ۱۵ نوامبر ۱۹۸۳ به شکل کنونی خود، جمهوری ترک قبرس شمالی تغییر یافت. قبرس شمالی که تنها توسط ترکیه به رسمیت شناخته شده است، توسط جامعه بین‌المللی بخشی از جمهوری قبرس محسوب می‌شود.
در سال ۲۰۰۲، کوفی عنان، دبیرکل سازمان ملل متحد، دور جدیدی از مذاکرات را برای اتحاد جزیره آغاز کرد. در سال ۲۰۰۴، پس از مذاکرات طولانی بین هر دو طرف، طرحی برای اتحاد جزیره پدیدار شد. طرح حاصله توسط سازمان ملل متحد، اتحادیه اروپا و ایالات متحده آمریکا حمایت شد. ملی‌گرایان هر دو طرف برای رد این طرح کمپین زدند، نتیجه این شد که ترک‌های قبرس این طرح را پذیرفتند در حالی که قبرسی‌های یونانی آن را به شدت رد کردند.
پس از اینکه قبرس در سال ۲۰۰۴ به عضویت اتحادیه اروپا درآمد، در اول ژانویه ۲۰۰۸ یورو را به عنوان واحد پول خود جایگزین پوند قبرس که قبلاً استفاده می‌شد، کرد. قبرس شمالی به استفاده از لیره ترکیه ادامه داد.
فضای سیاسی تحت سلطه AKEL کمونیست، تجمع دموکراتیک لیبرال محافظه‌کار، حزب دموکرات میانه‌رو و EDEK سوسیال دموکرات است. در سال ۲۰۰۸، دیمیتریس خریستوفیاس اولین رئیس دولت کمونیست این کشور شد. خریستوفیاس به دلیل دخالت در بحران مالی قبرس ۲۰۱۲–۲۰۱۳، در سال ۲۰۱۳ برای انتخاب مجدد نامزد نشد. انتخابات ریاست جمهوری در سال ۲۰۱۳ منجر به پیروزی نیکوس آناستاسیادس، نامزد تجمع دموکراتیک با ۵۷٫۴۸ درصد آرا شد. در نتیجه، آناستاسیادس در ۲۸ فوریه ۲۰۱۳ سوگند یاد کرد. آناستاسیادس با ۵۶ درصد آرا در انتخابات ریاست جمهوری ۲۰۱۸ مجدداً انتخاب شد. در ۲۸ فوریه ۲۰۲۳، نیکوس کریستودولیدس، برنده دور دوم انتخابات ریاست جمهوری ۲۰۲۳، به عنوان هشتمین رئیس‌جمهور جمهوری قبرس سوگند یاد کرد.